# فرودگاه فوگو
فرودگاه فوگو (به انگلیسی: Fogo Aerodrome) یک فرودگاه همگانی است که یک باند فرود آسفالت دارد و طول باند آن ۹۱۴ متر است. این فرودگاه در کشور کانادا قرار دارد و در ارتفاع ۲۴ متری از سطح دریا واقع شده است.